# Турнеја Британских и Ирских Лавова по Јужноафричкој Унији 1924.
Турнеја Британских и Ирских Лавова по Јужноафричкој Унији 1924. (службени назив:1924 British Isles tour to South Africa) је била турнеја острвског рагби дрим тима по Јужноафричкој Унији 1924. Најбољи рагбисти Ирске и Велике Британије су подбацили на овој турнеји. Одиграли су укупно 21 утакмицу и забележили су 9 победа, 3 ремија и 9 пораза. Спрингбокси су освојили серију. Након ове турнеје, по повратку у Велику Британију, два играча, Рој Кинар и Томас Холидеј су због новца прешли на други код рагбија (рагби лига тј. рагби 13).

## Тим
Стручни штаб
- Менаџер Хари Пекер, Енглеска

Играчи
'Скрам'
- Ков Смит, Енглеска, капитен
- Блекистан, Енглеска
- Војс, Енглеска
- Нил Меферсон, Велс
- Хендерсон, Шкотска
- Келвин Хендри, Шкотска
- Дејвис, Шкотска
- Роберт Хауви, Шкотска
- Даглас Џонс, Велс
- Ендру Рос, Шкотска
- Клинч, Ирска
- Вилијам Роч, Ирска
- Меквикер, Ирска
- Бредли, Ирска
- Норман Бранд, Ирска

'Бекови'
- Ден Дриздејл, Шкотска
- Галсфорд, Енглеска
- Томас Холидеј, Енглеска
- Роу Хардинг, Велс
- Ијан Смит, Шкотска
- Херис, Енглеска
- Валас, Енглеска
- Рој Кинер, Шкотска
- Бордас, Енглеска
- Максвел, Енглеска
- Харолд Дејвис, Велс
- Винс Грифитс, Велс
- Херберт Ведел, Енглеска
- Бил Канингем, Ирска
- Артур Јанг, Енглеска
- Херберт Вајтли, Енглеска

## Утакмице
| Утак. | Тим                                   | Резултат | Тим    |
| ----- | ------------------------------------- | -------- | ------ |
| 1.    | Западна провинција                    | 7:6      | Лавови |
| 2.    | Универзитетски тим Западне провинције | 8:9      | Лавови |
| 3.    | Гриквленд вест                        | 0:26     | Лавови |
| 4.    | Родезија                              | 3:16     | Лавови |
| 5.    | Западни Трансвал                      | 7:8      | Лавови |
| 6.    | Трансвал                              | 12:12    | Лавови |
| 7.    | Оранџ фри стејт каунтри               | 6:0      | Лавови |
| 8.    | Оранџ фри стејт                       | 6:3      | Лавови |
| 9.    | Натал                                 | 3:3      | Лавови |
| 10.   | Спрингбокси                           | 7:3      | Лавови |
| 11.   | Витверсренд                           | 10:6     | Лавови |
| 12.   | Спрингбокси                           | 17:0     | Лавови |
| 13.   | Преторија                             | 6:0      | Лавови |
| 14.   | Кејп колони                           | 3:13     | Лавови |
| 15.   | Северно источни округ                 | 12:20    | Лавови |
| 16.   | Бордер                                | 3:12     | Лавови |
| 17.   | Источна Провинција                    | 14:6     | Лавови |
| 18.   | Спрингбокси                           | 3:3      | Лавови |
| 19.   | Јужнозападни округ                    | 6:12     | Лавови |
| 20.   | Спрингбокси                           | 16:9     | Лавови |
| 21.   | Западна провинција                    | 6:8      | Лавови |

### Генерални учинак
| Одиграно утакмица | Победа Лавова | Нерешено | Пораз Лавова |
| ----------------- | ------------- | -------- | ------------ |
| 21                | 9             | 3        | 9            |

| Победник турнеје 1924. |
| ---------------------- |
| Спринбокси (3-1-0)     |

## Статистика
Највећа посета
18 000 гледалаца, четврти тест меч
Највише поена против Јужне Африке
Том Војс 6 поена